# Tippecanoe (Ohio)
Tippecanoe es un lugar designado por el censo (en inglés, census-designated place, CDP) ubicado en el condado de Harrison, Ohio, Estados Unidos. Según el censo de 2020, tiene una población de 83 habitantes.

## Geografía
La localidad está ubicada en las coordenadas 40°16′26″N 81°16′52″O / 40.27389, -81.28111. Según la Oficina del Censo de los Estados Unidos, tiene una superficie de 1.39 km², correspondientes en su totalidad a tierra firme.

## Demografía
Según el censo de 2020, hay 83 personas residiendo en Tippecanoe. La densidad de población es de 59.71 hab./km². La totalidad de los habitantes son blancos. No hay hispanos o latinos residiendo en la localidad.